# 短穗毛舌兰
短穗毛舌兰（学名：Trichoglottis rosea var. breviracema）为兰科毛舌兰属下的一个变种。

## 扩展阅读
- 維基物種上的相關：短穗毛舌兰